# Sonvilier
Sonvilier je obec v okrese Bernský Jura v kantonu Bern ve Švýcarsku. Žije zde přibližně 1 200 obyvatel.

## Geografie
Sonvilier leží v nadmořské výšce 802 metrů, vzdušnou čarou 12 km východoseverovýchodně od La Chaux-de-Fonds. Obec se rozkládá v horní části údolí Vallon de Saint-Imier, po obou březích řeky Suze (německy Schüss), mezi jurskými masivy Montagne du Droit na severu a Mont d’Amin na jihu.
Území obce o rozloze 23,8 km² zahrnuje část údolní nivy Vallon de Saint-Imier, kterou protéká řeka Schüss. Na jihu území zasahuje až k antiklinále Mont d’Amin, kde se nachází nejvyšší bod Sonvilier ve výšce 1269 m n. m. V horách se nachází i nejvyšší bod obce. Na severu se území obce rozkládá na strmém jižním svahu Montagne du Droit až k širokému hřebeni tohoto pohoří (až 1220 m n. m.). Na sever od Montagne du Droit se nachází kotlina La Chaux-d'Abel, která geograficky patří do oblasti Franches-Montagnes. Tato náhorní plošina, vysoká přes 1000 m, je součástí Faltenjury, kde se střídají deprese bez nadzemního odvodnění s vrcholky kopců z pevnějších vápenců. Na jurské náhorní plošině a na hřebenech Montagne du Droit a Mont d'Amin se nacházejí rozsáhlé jurské vysokohorské pastviny s typickými mohutnými smrky, které zde stojí buď samostatně, nebo ve skupinách. V roce 1997 zaujímala 4 % rozlohy obce zastavěná plocha, 35 % lesy a háje, 60 % zemědělské plochy a méně než 1 % tvořila neproduktivní půda.
Sonvilier zahrnuje rozptýlenou osadu La Chaux-d’Abel (1040 m n. m.) na náhorní plošině Jury severně od Montagne du Droit a četné jednotlivé farmy roztroušené na dně údolí a na jurských výšinách. Sousedními obcemi Sonvilieru jsou Renan, La Ferrière a Saint-Imier v kantonu Bern, Les Bois v kantonu Jura a Val-de-Ruz v kantonu Neuchâtel.

## Historie

Letecký pohled (1950)

První doložená zmínka o obci s názvem Sunvilier pochází z roku 1298. Na konci 11. století založili páni z Erguëlu, kteří pocházeli z oblasti Besançonu, jihovýchodně od Sonvilieru hrad Erguel, který se stal sídlem erguelského panství. Od roku 1264 bylo toto panství pod kontrolou basilejského knížecího biskupství, přičemž postupem času rostl i vliv města Biel. V letech 1797–1815 patřil Sonvilier k Francii jako součást départementu Mont-Terrible, který byl v roce 1800 připojen k départementu Haut-Rhin. Rozhodnutím Vídeňského kongresu se město v roce 1815 stalo součástí okresu Courtelary a bylo začleněno do kantonu Bern.
Dne 12. listopadu 1871 byla v Sonvilier založena Jurská federace (francouzsky Fédération jurassienne), která sdružovala jurské sekce Mezinárodního dělnického sdružení (IAA), známého také jako První internacionála, jež bylo založeno v Londýně v roce 1864. Na rozdíl od etatistických komunistů kolem Karla Marxe a Friedricha Engelse, kteří v politice Internacionály dominovali, sledovali členové jurské federace federalistické, kolektivistické a antiautoritářské cíle. Oběžníkem ze Sonvilieru se distancovali od rozhodnutí londýnské konference IAA, kritizovali diktátorské chování Generální rady a vyzývali k reorganizaci Internacionály na federalistickém základě. Jurskou federaci podporovali dělníci z hodinářského průmyslu, jejími hlavními mluvčími byli James Guillaume a Adhémar Schwitzguébel. Udržovala úzké vztahy s ruskými revolucionáři Michailem Bakuninem a Pjotrem Kropotkinem, kteří opakovaně navštěvovali Vallon de Saint-Imier. Rozdíly mezi antiautoritářskými sekcemi a centralistickou Internacionálou nakonec vedly k rozkolu. Dne 2. září 1872 byli James Guillaume a Michail Bakunin na haagském kongresu z Internacionály vyloučeni. Následně se 15 antiautoritářských delegátů ze Španělska, Itálie, Francie, USA a Švýcarska vydalo na pozvání Jurské federace do Saint-Imier a ve dnech 15. – 16. září 1872 zde založili Antiautoritářskou internacionálu.

## Obyvatelstvo

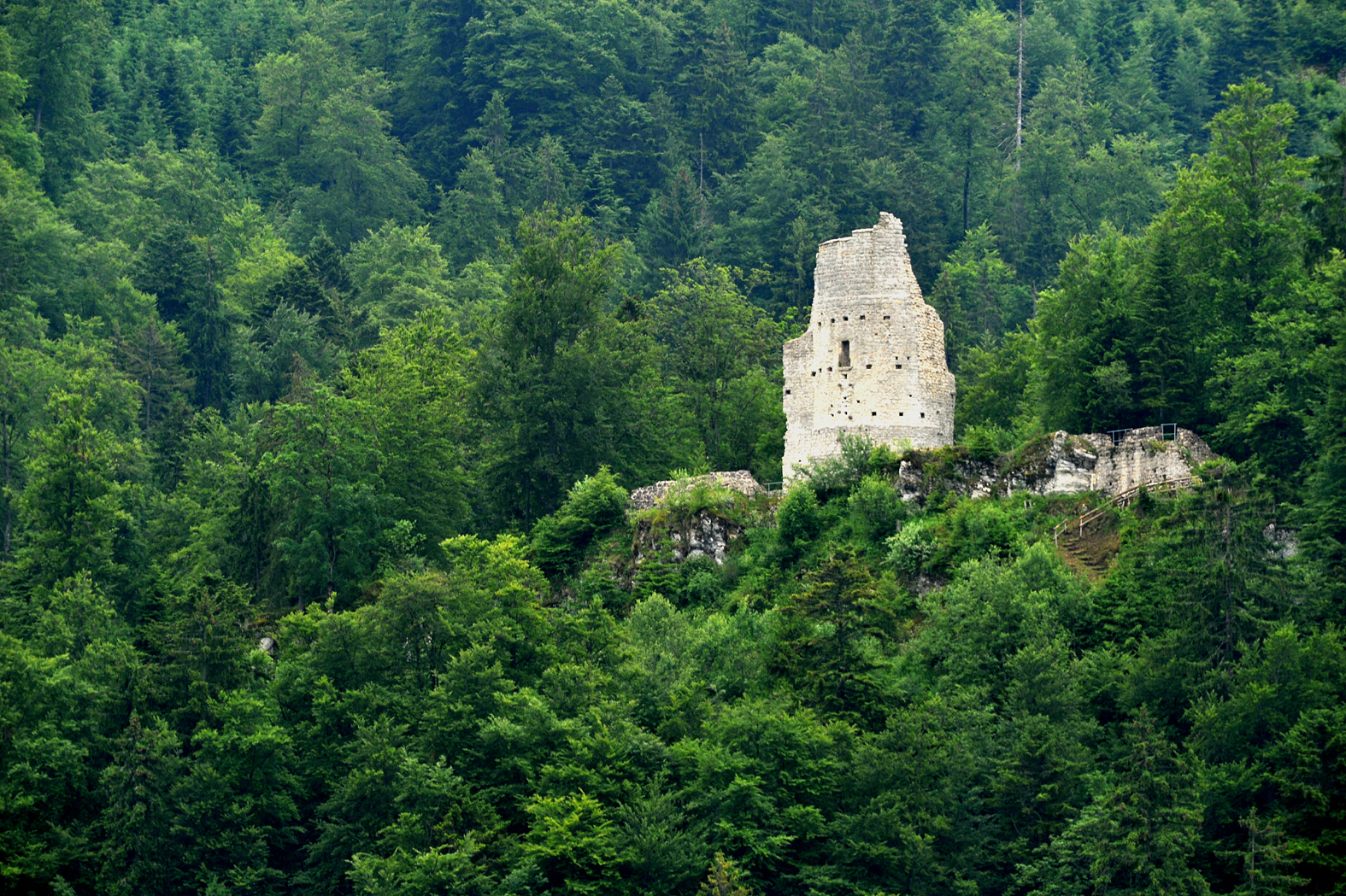
Ruiny hradu Erguel

K 31. prosinci 2022 v obci žilo 1210 obyvatel. Z celkového počtu obyvatel je 76,8 % francouzsky mluvících, 17,7 % německy mluvících a 1,9 % italsky mluvících (k roku 2000). Nejvyššího počtu obyvatel dosáhl Sonvilier již kolem roku 1860. Poté byl zaznamenán výrazný pokles o 60 % v důsledku silného vystěhovalectví. Od roku 1980 byly zaznamenány pouze mírné výkyvy.
| Vývoj počtu obyvatel | Vývoj počtu obyvatel | Vývoj počtu obyvatel | Vývoj počtu obyvatel | Vývoj počtu obyvatel | Vývoj počtu obyvatel | Vývoj počtu obyvatel | Vývoj počtu obyvatel | Vývoj počtu obyvatel | Vývoj počtu obyvatel | Vývoj počtu obyvatel | Vývoj počtu obyvatel |
| -------------------- | -------------------- | -------------------- | -------------------- | -------------------- | -------------------- | -------------------- | -------------------- | -------------------- | -------------------- | -------------------- | -------------------- |
| Rok                  | 1850                 | 1860                 | 1900                 | 1910                 | 1930                 | 1950                 | 1960                 | 1970                 | 1980                 | 1990                 | 2000                 |
| Počet obyvatel       | 2276                 | 2885                 | 2341                 | 1907                 | 1743                 | 1580                 | 1595                 | 1497                 | 1202                 | 1213                 | 1158                 |

## Hospodářství
Až do první poloviny 19. století převládalo v Sonvilieru zemědělství. Poté nastal rychlý hospodářský vzestup, který souvisel se zavedením hodinářského průmyslu. Malé hodinářské podniky se specializovaly na výrobu součástek, niklování a dokončovací práce - většinou v domácích dílnách. V roce 1860 založil Louis-Ulysse Chopard manufakturu na výrobu hodinek Chopard v Sonvilier. Hodinářský průmysl byl těžce zasažen krizí ve 30. a 70. letech 20. století a v současnosti v Sonvilier zůstalo jen několik hodinářských provozů. Větší význam má stavebnictví a strojírenství, je zde také pila. Důležitou roli stále hraje také zemědělství, kde převažuje chov dobytka a mlékárenství. Mnoho lidí dojíždí za prací do La Chaux-de-Fonds nebo Saint-Imier.

## Doprava

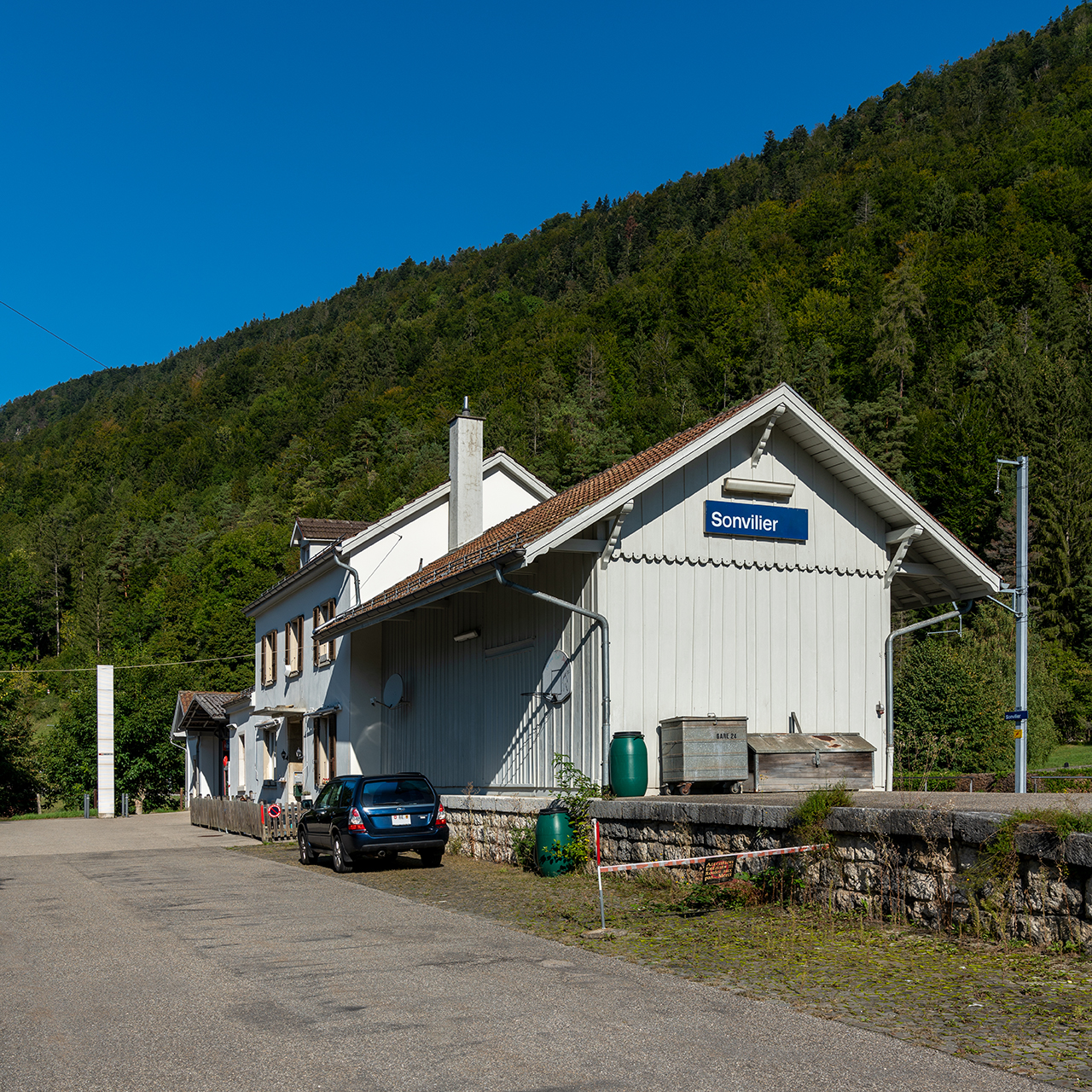
Železniční stanice Sonvilier

Obec má dobré dopravní spojení. Leží na hlavní silnici z Bielu do La Chaux-de-Fonds. Dne 30. dubna 1874 byla otevřena železniční trať z Bielu do Convers se stanicí v Sonvilier. Další železniční spojení získala obec 7. prosince 1892 se zastávkou v La Chaux-d’Abel, kdy byla otevřena trať dráhy Saignelégier – La Chaux-de-Fonds, předchůdkyně Chemins de fer du Jura.